# Gõ kiến vàng lớn
Gõ kiến vàng lớn (tên khoa học: Chrysocolaptes lucidus) là một loài chim trong họ Picidae.

## Hình ảnh

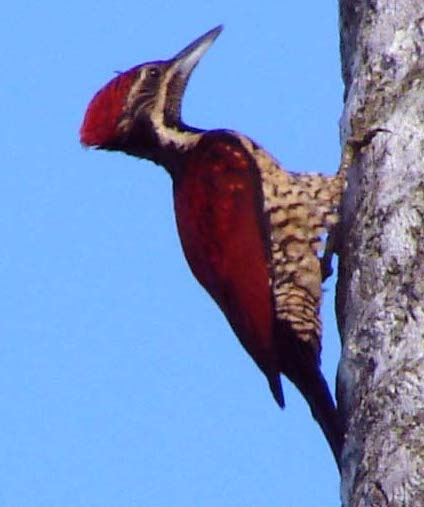
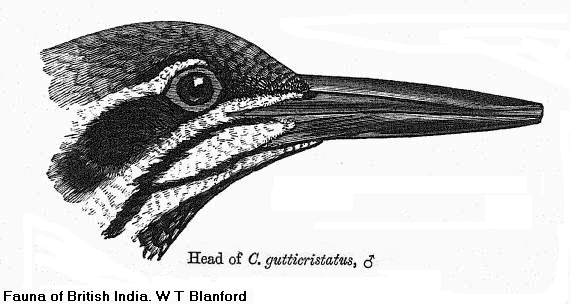
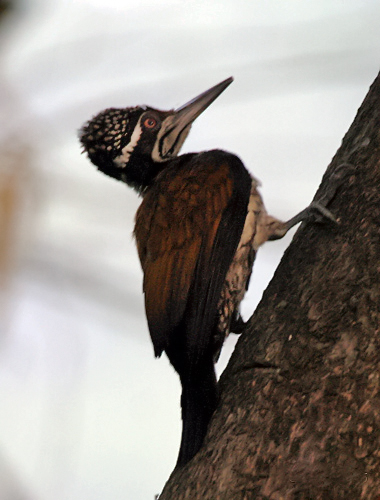
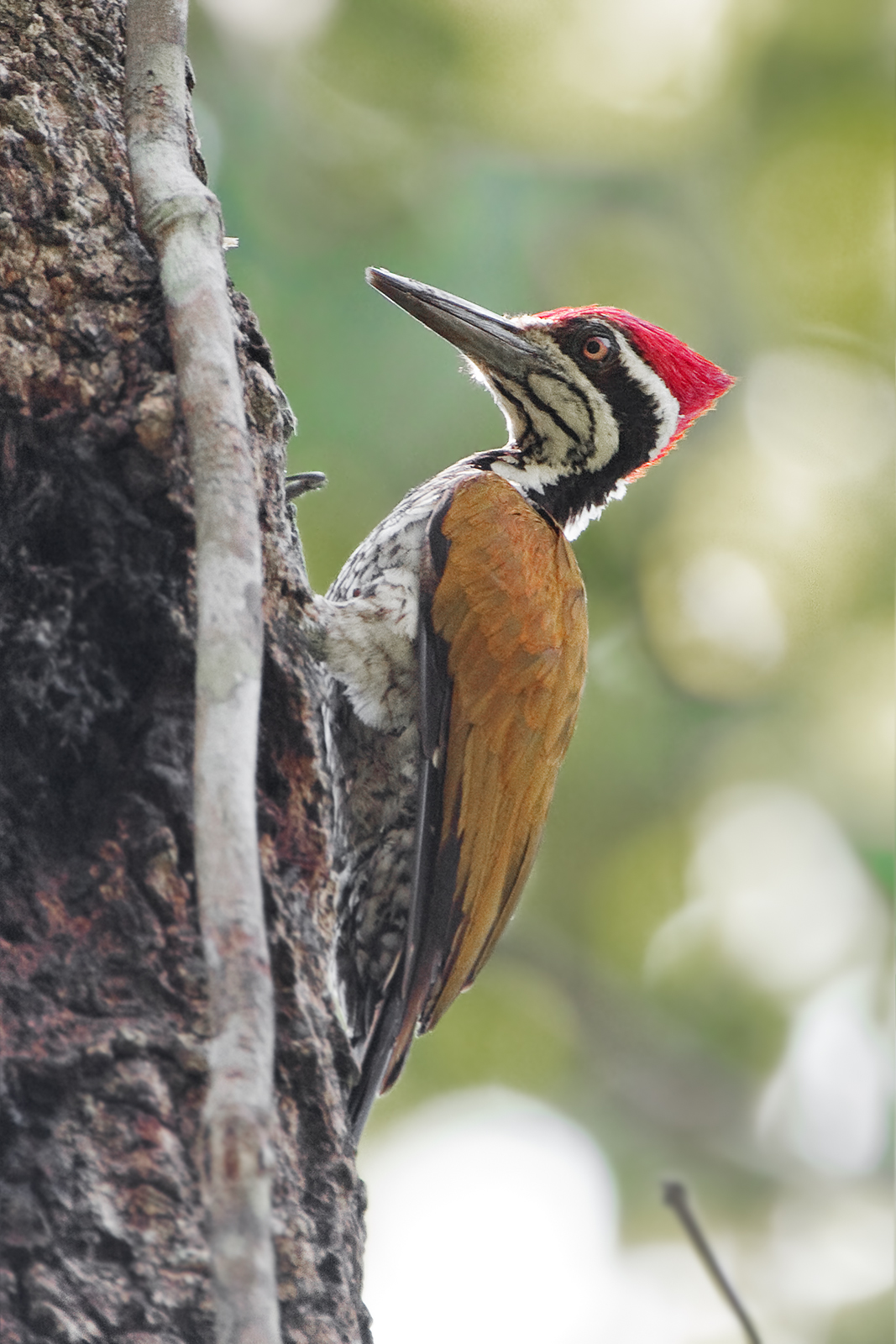